# Jörn Peter Hiekel
Jörn Peter Hiekel (* 1963 in Göttingen) ist ein deutscher Musikwissenschaftler.

## Leben
Jörn Peter Hiekel studierte zunächst die Fächer Musikwissenschaft, Kunstgeschichte und Geschichte an den Universitäten Köln und Bonn, bevor er ein Kontrabass-Studium an der Musikhochschule Köln absolvierte. Anschließend wurde er an der Rheinischen Friedrich-Wilhelms-Universität Bonn promoviert.
Er arbeitete jahrelang als Redakteur und Herausgeber im Musikverlag Breitkopf & Härtel sowie als Autor für diverse ARD-Anstalten und Zeitungen/Zeitschriften (u. a. Frankfurter Allgemeine Zeitung, Opernwelt).
Seit 1992 Mitglied in verschiedenen Ensembles für Alte Musik.
Im Jahr 2002 wurde er Dozent bei den Internationalen Darmstädter Ferienkursen für Neue Musik und leitete die Komponisten-Seminare.
Ab 2003 war er Juniorprofessor für Musik im 20. Jahrhundert an der Hochschule für Musik Carl Maria von Weber Dresden. Die Leitung des dortigen Instituts für Neue Musik übernahm er 2005. Er habilitierte sich 2008 im Fach Historische Musikwissenschaft an der Technischen Universität Dresden und übernahm eine Professur für Musikwissenschaft/Neue Musik an der HfM Dresden. Seit 2008 ist er Dozent für Musikästhetik und Musikwissenschaft an der Zürcher Hochschule der Künste.
Jörn Peter Hiekel ist Mitglied der Sächsischen Akademie der Künste, 2008–2014 Sekretär und seit Juni 2015 stellvertretender Sekretär der Klasse Musik der Akademie. Er ist seit 2008 Leiter des Vermittlungsprojekts KlangNetz Dresden, seit 2012 Vorstand von KlangNetz Dresden e. V. 2004–2019 war er Vorstandsmitglied im Darmstädter Institut für Neue Musik und Musikerziehung (INMM), dessen Leitung er im Jahre 2013 übernahm.
2014 wurde er mit dem erstmals verliehenen Sächsischen Lehrpreis ausgezeichnet. 2019 erhielt er in der Bayerischen Akademie der Künste den mit 10.000 EUR dotierten "Happy New Ears"-Preis für Publizistik. Im selben Jahr gehörte er auch zu den Beiträgern zur Festschrift für Siegfried Mauser.

## Veröffentlichungen (Auswahl)
- (Hrsg.) Überblendungen. Neue Musik mit Film/Video (Veröffentlichungen des Instituts für Neue Musik und Musikerziehung Darmstadt, Bd. 56), Schott-Verlag, Mainz 2016.
- (Hrsg. gemeinsam mit Pierre Michel und Marik Froidefond)UNITÉ – PLURALITÉ. La musique de Hans Zender, Editions Herman, Paris 2015.
- (Hrsg.) Zurück zur Gegenwart? Weltbezüge in neuer Musik (Veröffentlichungen des Instituts für Neue Musik und Musikerziehung Darmstadt, Bd. 55), Schott-Verlag, Mainz 2015.
- (Hrsg. gemeinsam mit Wolfgang Lessing): Verkörperungen der Musik. Interdisziplinäre Betrachtungen, transcript Verlag, Bielefeld 2014.
- (Hrsg.) Hans Zender: Waches Hören. Texte zur Musik, Hanser Verlag, München 2014.
- (Hrsg.): Ins Offene? Neue Musik und Natur (Veröffentlichungen des Instituts für Neue Musik und Musikerziehung Darmstadt, Bd. 54), Schott-Verlag, Mainz 2014.
- Bernd Alois Zimmermanns „Requiem für einen jungen Dichter“ (= Archiv für Musikwissenschaft. Beiheft 36). Steiner, Stuttgart 1995.
- (Hrsg.): Hans Zender: Die Sinne denken. Schriften zur Musik 1965–2003. Breitkopf & Härtel, Wiesbaden 2004.
- Wilfried Krätzschmar – Perspektiven seines Schaffens. Sandstein, Dresden 2005.
- mit S. Mauser (Hrsg.): Nachgedachte Musik. Studien zum Werk Helmut Lachenmanns. Pfau, Saarbrücken 2005.
- Musik inszeniert. Vermittlung und Präsentation von zeitgenössischer Musik. Schott, Mainz 2006.
- mit Manuel Gervink (Hrsg.): Dmitri Schostakowitsch – das Spätwerk und sein zeitgeschichtlicher Kontext. Sandstein, Dresden 2006.
- mit Manuel Gervink (Hrsg.): Robert Schumanns „Welten“. Sandstein, Dresden 2007.
- mit E. Werner (Hrsg.): Musikkulturelle Wechselbeziehungen zwischen Böhmen und Sachsen. Pfau, Saarbrücken 2007.
- mit W. Gratzer (Hrsg.): Ankommen: Gehen. Adriana Hölszkys Textkompositionen. Schott, Mainz 2007.
- (Hrsg.): Sinnbildungen. Spiritualität in der Musik heute. Schott, Mainz 2008 (Veröffentlichungen des Instituts für Neue Musik und Musikerziehung Darmstadt. Band 48).
- (Hrsg.): Musik-Kulturen (= Darmstädter Diskurse. Band 2). Pfau, Saarbrücken 2008.
- mit M. Gervink (Hrsg.): Klanglandschaften. Musik und gestaltete Natur. Wolke, Hofheim 2009.
- (Hrsg.): Vernetzungen. Neue Musik im Spannungsfeld von Wissenschaft und Technik. Schott, Mainz 2009 (Veröffentlichungen des Instituts für Neue Musik und Musikerziehung Darmstadt. Band 49).
- mit M. Demuth (Hrsg.): Freiräume und Spannungsfelder. Zur Situation der zeitgenössischen Musik heute. Schott, Mainz 2009.
- mit A. Goetze (Hrsg.): Religion und Glaube als künstlerische Kernkräfte im Werk von Olivier Messiaen. Wolke, Hofheim 2010.
- mit M. Demuth (Hrsg.): Kulturelle Identität(en) in der Musik der Gegenwart. Pfau, Saarbrücken 2010.
- (Hrsg.): Musik und andere Künste. Schott, Mainz 2010 (Veröffentlichungen des Instituts für Neue Musik und Musikerziehung Darmstadt. Band 50).
- Vorzeitbelebung. Vergangenheits- und Gegenwartsbezüge in der Musik. Wolke, Hofheim 2010.
- (Hrsg.): Neue Musik in Bewegung. Musik- und Tanztheater heute. Schott, Mainz 2011 (Veröffentlichungen des Instituts für Neue Musik und Musikerziehung Darmstadt. Band 51).
- mit M. Demuth (Hrsg.): Hören und Denken: Musik und Philosophie heute. Schott, Mainz 2011.
- (Hrsg.): Die Kunst des Überwinterns: Musik und Literatur um 1968. Böhlau, Weimar/Köln/Wien 2011.
- (Hrsg.): Wechselwirkungen. Neue Musik und Film. Wolke, Hofheim 2012.
- (Hrsg.): Berührungen. Über das (Nicht-)Verstehen von Musik heute. Schott, Mainz 2012 (Veröffentlichungen des Instituts für Neue Musik und Musikerziehung Darmstadt. Band 52).
- mit Patrick Müller (Hrsg.): Transformationen. Zur Musik von Klaus Huber. Schott, Mainz 2012.
- (Hrsg.): Populär vs. Elitär? Wertvorstellungen und Popularisierungen der Musik heute. Schott, Mainz 2013.
- (Hrsg.): Ans Licht gebracht? Zur Interpretation Neuer Musik. Schott, Mainz 2013 (Veröffentlichungen des Instituts für Neue Musik und Musikerziehung Darmstadt. Band 53).
- mit Christian Utz (Hrsg.): Lexikon Neue Musik. Metzler Verlag u. Bärenreiter Verlag, Stuttgart/Kassel 2016.
- (Hrsg.): Body sounds. Aspekte des Körperlichen in der Musik der Gegenwart. Schott, Mainz 2017 (Veröffentlichungen des Instituts für Neue Musik und Musikerziehung Darmstadt. Band 57).
- mit David Roesner (Hrsg.): Gegenwart und Zukunft des Musiktheaters. Theorien, Analysen, Positionen. transcript, Bielefeld 2018.
- (Hrsg.): Clash! Generationen – Kulturen – Identitäten in der Gegenwartsmusik. Schott, Mainz 2018 (Veröffentlichungen des Instituts für Neue Musik und Musikerziehung Darmstadt. Band 58).
- mit Wolfgang Mende (Hrsg.): Klang und Semantik. transcript, Bielefeld 2018.
- (Hrsg.): Gegenwartsmusik als Forschung und Experiment Schott, Mainz 2019 (Veröffentlichungen des Instituts für Neue Musik und Musikerziehung Darmstadt. Band 59).
- Bernd Alois Zimmermann in seiner Zeit Laaber Verlag 2019.